# Клодий Октавиан
Клодий Октавиан (лат. Clodius Octavianus) — римский политический деятель второй половины IV века.
До 352 года Октавиан занимал должность консуляра Паннонии Второй. В промежутке между 352 и 363 годом он находился на посту викария Рима. Примерно в то же время получил титул комита первого ранга. Около 363 года Октавиан входил в состав посольства, отправленного римским сенатом к императору Юлиану II в Антиохию. Там он получил должность проконсула Африки, на которой находился также и при Иовиане. В правление Валентиниана I Октавиан попал в немилость был в бегах. Сообщается о том, что император приказал казнить христианского священника из Эпира за то, что тот предоставил убежище бывшему проконсулу.
Октавиан был патроном Бовиана. Также известно о его дарах городу Беневент.